# Johan Alfred Ekelöf
Johan Alfred Ekelöf, född 24 september 1866 i Sparlösa socken, död 4 september 1956 i Lugnås, Björsäters socken, Västergötland, var en svensk författare och stationsinspektor, med signaturen Fred Eke.

## Biografi
Ekelöf hade flera befattningar som kontorist, nivellör och järnvägstjänsteman. Han började tidigt skriva för tidningar med djurskildringar och folklivsberättelser. Hans stora engagemang för djurskydd ledde till flera böcker om husdjursskötsel. Han var även verksam som uppfinnare och ledamot av Svenska Uppfinnareföreningen.   

### Skönlitteratur
- Jägarblod : noveller med motiv ur djurlivet. Stockholm: Chelius. 1921. Libris 1471897
- Stjärnor och irrbloss : [dikter]. Uppsala: Lindblad. 1923. Libris 1471898
- Bland stumma bröder. [1]-3. Mariestad: Sv. djurskyddsvännernas andelsförl. 1928-1930. Libris 1329243
- Cistercienserbröder och fjällagubbar : två berättelser från uråldrig bygd och på historisk grund. Mariestad: Svenska djurskyddsvännernas andelsförlag. 1933. Libris 1353447

### Varia
- Hur bör en mindre jordbrukare sköta sin hönsgård? : af Malmöhus läns hushållningssällskap prisbelönt skrift. Lugnås: Författaren. 1903. Libris 1726414
- Hundvännen : hundens historia, hundraser, hundens vård och skötsel : med 102 bilder. Stockholm: Björck & Börjesson. 1913. Libris 1632772 - 
  -  2. tillökade uppl. Stockholm: Björck & Börjesson. 1921. Libris 1471896
  -  3. tillökade uppl. Stockholm: Björck & Börjesson. 1930. Libris 1329247
- Fjäderfäboken : med 77 bilder. Stockholm: Björck & Börjesson. 1915. Libris 1632771
- Förvandlingstabell. Mariestad: Mariestads typografiska anstalt. 1918. Libris 1651259 - Utgiven anonymt.
- Jakten : drag ur dess historia genom tiderna. Stockholm: Svenska andelsförlaget. 1926. Libris 1329248
- Till djurens lidandes historia. Mariestad: Svenska djurskyddsvännernas andelsförlag. 1927. Libris 1329250
- Människan och några av hennes husdjur : med 92 illustrationer. Mariestad: Svenska djurskyddsvännernas andelsförlag. 1928. Libris 1329249
- Det gamla Longanäs och dess vita sten : minnesblad utg. vid öppnandet av Lugnås minnesfjäll år 1933. Mariestad: Svenska djurskyddsvännernas andelsförlag. 1933. Libris 1353448
- Lugnås minnesfjäll. [Lidköping]. 1934. Libris 2628791
- Kring ett jubileum. : [Varnhems kloster]. Mariestad. 1952. Libris 2992955
- Något om färder till lands hos oss under gångna tider. Mariestad. 1952. Libris 2628792
- En värld för sig : [Lugnås minnesfjäll]. Mariestad: Lugnås minnesfjälls förlag. 1953. Libris 1493796